# Lê Bộ Lĩnh
Lê Bộ Lĩnh (sinh năm 1958) là tiến sỹ kinh tế, phó giáo sư, chính trị gia người Việt Nam. Ông từng là Phó chủ nhiệm Ủy ban Khoa học, Công nghệ và Môi trường của Quốc hội, đại biểu Quốc hội Việt Nam khóa XII, khóa XIII, thuộc đoàn đại biểu An Giang, Phó Chủ nhiệm Văn phòng Quốc hội,Phó Tổng thư ký Quốc hội khóa XIV.

## Xuất thân
Ông sinh ngày 10/9/1958 tại xã Gia Sinh, Gia Viễn, Ninh Bình.

## Giáo dục
Năm 1975 ông thi đỗ vào Trường Đại học Tổng hợp Hà Nội (nay là trường Đại học Quốc gia Hà Nội). Năm 1980, tốt nghiệp xuất sắc khoa Kinh tế Chính trị, sau đó ông vào phục vụ trong quân đội.. Từ năm 1986 đến năm 1991 ông làm nghiên cứu sinh tại Trường Đại học Tổng hợp Matxcơva mang tên Lô mô nô xốp, Liên Xô, và nhận bằng Tiến sĩ kinh tế. Năm 1992-1993 ông hoàn thành khóa đào tạo về kinh tế trường và chương trình tiếng Anh kinh tế của Ford Foundation.
Trình độ chính trị: Cao cấp lý luận chính trị
Trình độ chuyên môn: Phó Giáo sư, Tiến sỹ kinh tế

## Sự nghiệp
Ngày vào đảng: 18/1/1982
Nghiên cứu và giảng dạy
Năm 1982, ông được điều về công tác tại Uỷ ban Khoa học xã hội Việt Nam. Năm 1991 sau khi hoàn thành chương trình nghiên cứu sinh tiến sỹ tại Trường Đại học Tổng hợp Matxcơva mang tên Lô mô nô xốp ông trở về công tác tại Viện Kinh tế Thế giới thuộc Trung tâm Khoa học Xã hội và Nhân văn Quốc gia.
Năm 1993, ông là Phó Tổng Biên tập tạp chí Kinh tế châu Á – Thái Bình Dương. Năm 1994 – 1995, nghiên cứu theo chế độ Giáo sư tại Trường Đại học Kyoto, Nhật Bản. Năm 1999, được mời đi nghiên cứu 4 tháng tại Trường Đại học Duisburg, Cộng hòa Liên Bang Đức và Viện Lao động Nhật Bản. Năm 2005 được Bộ Ngoại giao Hoa Kỳ mời tham gia chương trình quốc tế trao đổi chuyên môn.
Từ năm 1995 đến năm 2005 ông làm Phó Viện trưởng Viện Kinh tế và Chính trị Thế giới. Từ năm 2005 đến năm 2007 là Tổng Biên tập Tạp chí Những vấn đề kinh tế Thế giới,và Vietnam Economic Review, sau đó ông làm Viện trưởng Viện nghiên cứu Đông Nam Á, thuộc Viện Hàn lâm Khoa học Xã hội Việt Nam. Cùng với hoạt động nghiên cứu và quản lý khoa học,ông cũng đồng thời tham gia công tác giảng dạy,đào tạo đại học và sau đại học và được công nhận là Phó giáo sư kinh tế năm 2002.
Từ năm 2007 đến tháng 7 năm 2016, ông là Đại biểu Quốc hội chuyên trách, Phó Chủ nhiệm Uỷ ban Khoa học, Công nghệ và Môi trường của Quốc hội khoá XII, XIII. Trong thời gian này, ông vẫn tiếp tục tham gia hoạt động nghiên cứu và đào tạo tại Viện Hàn lâm KHXH Việt Nam, Đại học Quốc gia Hà Nội,và các trường đại học khác. Ông đã chủ trì nhiều chương trình,đề tài nghiên cứu như Phó chủ nhiệm chương trình khoa học công nghệ trọng điểm cấp Nhà nước " Những vấn đề cơ bản phát triển kinh tế Việt Nam đến năm 2020",Chủ nhiệm dự án hợp tác với đại học Tokyo (Nhật Bản) " Quan hệ giữa Nhật Bản và các nước thành viên mới của ASEAN", Chủ nhiệm chương trình nghiên cứu cấp bộ " "Cộng đồng ASEAN: cơ sở hình thành, nội dung, triển vọng, tác động và phản ứng của các nước thành viên", Ủy viên Ban chủ nhiệm chương trình nghiên cứu khoa học cấp Bộ của UBTV Quốc hội giai đoạn 2014-2016:"Xây dựng và hoàn thiện hệ thống pháp luật phù hợp với Hiến pháp 2013".Ông là Ủy viên Hội đồng Lý luận Trung ương nhiệm kỳ khóa XII (2016-2021), Ủy viên Hội đồng khoa học của Ủy ban Thường vụ Quốc hội 2016-2020, thành viên Hội đồng khoa học và Hội đồng biên tập của nhiều Viện nghiên cứu và Tạp chí khoa học.
Đại biểu Quốc hội
Năm 2007 ông trúng cử đại biểu Quốc hội khóa XII tại An Giang và sau đó được Quốc hội bầu giữ chức Phó Chủ nhiệm Ủy ban Khoa học, Công nghệ và Môi trường của Quốc hội, là Trưởng tiểu ban KHCN trong lĩnh vực kinh tế tổng hợp, nội chính, tư pháp.
Năm 2011 ông tiếp tục ứng cử tại An Giang và trở thành ĐBQH khóa XIII, tiếp tục được bầu giữ chức vụ Phó Chủ nhiệm Ủy ban Khoa học, Công nghệ và Môi trường của Quốc hội và được phân công Trưởng tiểu ban Chính sách KHCN và Kết cấu hạ tầng, thành viên Hội đồng quốc gia phát triển bền vững và nâng cao năng lực cạnh tranh; thành viên Ban biên tập sửa đổi Hiến pháp 2013.
Trên diễn đàn Quốc hội, ông có những phát biểu và chất vấn tâm huyết,có trách nhiệm về những vấn đề quan trọng được cử tri quan tâm.Chất vấn Thủ tướng Nguyễn Tấn Dũng tại kỳ họp thứ 4 Quốc hội khóa XII ngày 13 -11-2008:" Các cú sốc vừa qua đối với nền kinh tế của chúng ta có nguyên nhân sâu xa từ mô hình tăng trưởng theo chiều rộng, mà chúng ta đã theo đuổi trong nhiều năm. Thủ tướng đánh giá như thế nào về giới hạn của mô hình tăng trưởng này, những giải pháp mang tính đột phá mà chúng ta có thể chuyển sang tăng trưởng dựa trên chất lượng và hiệu quả?".
" Trước rất nhiều vấn đề hệ trọng của đất nước thì trí thức Việt Nam ở trong nước và ngoài nước đều có những ý kiến rất tâm huyết và có trách nhiệm. Thủ tướng đánh giá như thế nào về các ý kiến đó và Thủ tướng có kế hoạch đối thoại với các nhà khoa học, với trí thức trong năm 2009 về những vấn đề phát triển của đất nước hay không?"
Chất vấn Thủ tướng tại kỳ họp thứ 2, Quốc hội khóa XIII (ngày 25 -11- 2011):
"Tôi xin một phút để hỏi Thủ tướng về một vấn đề chưa được đề cập đến trong Báo cáo của Thủ tướng Chính phủ, đó là liên quan đến vấn đề đối ngoại và đảm bảo chủ quyền, an ninh quốc gia.
Trong thời gian vừa qua, cử tri và nhân dân cả nước đặc biệt quan tâm theo dõi những hoạt động đối ngoại sôi động của Đảng, Nhà nước và các kết quả quan trọng của chúng ta đã đạt được cả trên diễn đàn quốc tế, khu vực và quan hệ song phương, đã tạo điều kiện quốc tế hết sức thuận lợi cho công cuộc bảo vệ và phát triển đất nước. Xin Thủ tướng cho biết thêm hai vấn đề trong bối cảnh khu vực Biển Đông hiện nay đang diễn biến phức tạp và chắc là kéo dài.
Một, những giải pháp cụ thể mà Chính phủ sẽ thực hiện trong thời gian tới để bảo vệ chủ quyền biển đảo của chúng ta.
Hai, quan điểm và chủ trương của Chính phủ đối với việc người dân biểu thị lòng yêu nước của mình trước những hành động của các thế lực bên ngoài vi phạm chủ quyền biển đảo của chúng ta?"
Công tác tham mưu,tư vấn.
Từ tháng 7 năm 2016 đến tháng 10 năm 2018, ông là Phó Chủ nhiệm Văn phòng Quốc hội và Phó Tổng thư ký Quốc hội khóa XIV.
Ông cũng tham gia công tác tư vấn cho Thủ tướng chính phủ với tư cách thành viên của Hội đồng Quốc gia phát triển bền vững và nâng cao năng lực cạnh tranh; Ban chỉ đạo Nhà nước các công trình quan trọng ngành giao thông vận tải.
Từ năm 2001 ông kiêm nhiệm Thư ký khoa học và Ủy viên Hội đồng Lý luận Trung ương các khóa IX,X,XII. Ông cũng tham gia với tư cách cố vấn cho một số tổ chức KHCN.
Hoạt động đối ngoại.
Ông là Tổng thư ký đầu tiên và sau đó là Chủ tịch Ủy ban IATSS của Việt Nam tuyển chọn các ứng viên tham gia chương trình đào tạo lãnh đạo trẻ cho các nước Đông Nam Á tại Nhật Bản từ năm 1995 đến năm 2015; là Chủ tịch nhóm nghị sỹ hữu ghị Việt Nam - Ucraina (2011-2016); thành viên Đoàn Chủ tịch Ủy ban hòa bình Việt Nam (2009-2019).Ông cũng tham dự nhiều diễn đàn quốc tế lớn như Diễn đàn lãnh đạo trẻ Á - Âu (Áo,1998), Hội nghị thượng đỉnh các nhà lập pháp toàn cầu lần thứ nhất (Rio De janeiro, 2012), các khóa họp Đại hội đồng liên nghị viện Đông Nam Á - AIPA (Pattaya 2009; Phnom Penh, 2011; Vientian, 2014; Kuala Lumpur, 2015), Đại hội đồng liên minh nghị viện thế giới - IPU và Hiệp hội Tổng thư ký nghị viện- ASGP (Hà Nội 2015; Geneva, 2016; Sant Peterbuorg, 2017...)
Khen thưởng.
Ông được Chủ tịch nước Nguyễn Phú Trọng tặng thưởng Huân chương Độc lập hạng 3 vì đã có những đóng góp đặc biệt xuất sắc trong quá trình công tác. Ngoài ra, ông còn được nhận nhiều kỷ niệm chương vì đã đóng góp vào sự nghiệp: Khoa học;Giáo dục đào tạo;Giao thông vận tải;Nông nghiệp và phát triển nông thôn,Thông tin truyền thông,Dân vận, Công đoàn, Bảo vệ chủ quyền biển đảo...

## Sách đã xuất bản
Ông là tác giả và chủ biên trên 50 sách, bài đăng tạp chí khoa học về các lĩnh vực phát triển kinh tế, hội nhập kinh tế quốc tế, trong đó có:
1. Chính sách phát triển công nghiệp của Việt Nam trong quá trình đổi mới, (đồng tác giả) Nhà xuất bản KHXH, 1994
2. Take-off toward 2000 - Vietnam's Economic Renovation and External Economic Policies,co-author, Institute of Developing Economies, Tokyo,1995.
3. Các nhân tố ảnh hưởng tới sự chuyển dịch cơ cấu ngành kinh tế trong thời kỳ công nghiệp hóa ở Việt Nam, (đồng tác giả), Nhà xuất bản KHXH, 1997
4. Chính sách Thương mại, Đầu tư và sự phát triển một số ngành công nghiệp chủ lực của Việt Nam, đồng tác giả, Nhà xuất bản KHXH 1998.
5. Tăng trưởng kinh tế và công bằng xã hội ở một số nước Châu Á và Việt Nam. Chủ biên Nhà xuất bản KHXH, 1998;
6. Đầu tư trực tiếp nước ngoài ở Hà nội và TP Hồ Chí Minh. Chủ biên, Nhà xuất bản KHXH, 2002.
7. Chủ nghĩa tư bản hiện đại: khủng hoảng kinh tế và điều chỉnh.Chủ biên, Nhà xuất bản KHXH, 2002.
8. Hướng tới Cộng đồng kinh tế Đông Á, (đồng tác giả), Nhà xuất bản Thế giới 2004.
9. Economic and Non-Traditional Security Cooperation in the Greater Mekong Subregion (GMS), p. 54-59, Kondrad-Adenauer-Stiftung Singapore.
10. Kinh tế Thế giới và Quan hệ kinh tế quốc tế 2004-2005. Chủ biên, Nhà xuất bản Chính trị quốc gia, 2005.
11. Quan hệ Việt – Nga trong bối cảnh thế giới mới, (đồng tác giả), Nhà xuất bản Thế giới 2005.
12. Kinh tế thế giới và Chính trị Thế giới 2005 triển vọng 2006. Chủ biên, Nhà xuất bản Từ điển Bách khoa, 2006.
13. Đổi mới và phát triển ở Việt Nam - một số vấn đề lý luận và thực tiễn, tập thể tác giả, Nguyễn Phú Trọng chủ biên, Nhà xuất bản Chính trị quốc gia, 2006.
14. Vòng đàm phán Đôha: nội dung, tiến triển và những vấn đề đặt ra đối với các nước đang phát triển. Chủ biên. Nhà xuất bản Khoa học xã hội, 2006.
15. Những vấn đề cơ bản phát triển kinh tế Việt Nam đến năm 2020 (đồng tác giả). Nhà xuất bản KHXH 2011.